# Charles Boli
Charles Boli (ur. 30 sierpnia 1998 w Dundee) – francuski piłkarz iworyjskiego pochodzenia występujący na pozycji pomocnika we francuskim klubie RC Lens. Wychowanek CS Avion, w trakcie swojej kariery grał także w Paris FC.